# Абесадзе, Нино
Нино Абесадзе (ивр. נינו אבסדזה‎; груз. ნინო აბესაძე; 12 апреля 1965 года, Тбилиси, ГССР, СССР) — израильский политик, депутат кнессета от партии «Кадима».

## Биография
Нино Абесадзе родилась 12 апреля 1965 года в Тбилиси, Грузинская ССР, в семье режиссёра Отара Абесадзе и Светланы Рабинович (родом из Молдавии). Когда Нино было 23 года, она начала работать на Государственном телевидении Грузии.
Репатриировалась в Израиль в 1996 году. После репатриации вела русскоязычную программу на 33-м канале израильского телевидения.
18 ноября 2008 года Н. Абесадзе объявила о своём желании стать депутатом Кнессета и вступила в партию «Кадима». Лидер партии, Ципи Ливни, приветствовала этот шаг.
Первоначально Н. Абесадзе не вошла в список депутатов, избранных от «Кадимы». Позже предполагалось, что она займёт место Эли Афлало, который должен был перейти на другую работу, однако он остался в составе Кнессета. В ноябре 2010 года суд лишил депутата от «Кадимы», Цахи Ханегби, мандата[уточнить], и его место заняла Н. Абесадзе.
Перед парламентскими выборами в Израиле 2013 года Абесадзе перешла в партию Авода, и на праймериз получила 19-е место в списке кандидатов в кнессет. По результатам выборов Авода получила только 15 мандатов и Нино Абесадзе не вошла в состав нового кнессета.